# Joannicus II di Costantinopoli
Joannicus II di Lindo (in greco Ιωαννίκιος Β΄ ο Λίνδιος?; Lindo, ... – 1659) è stato un arcivescovo ortodosso greco, patriarca ecumenico di Costantinopoli per quattro volte negli anni dal 1646 al 1656.

## Biografia
Joannicus era originario di Lindo sull'isola di Rodi. Fu nominato metropolita di Ganos nel 1624 dal patriarca Cirillo Lucaris e nel 1636 divenne il metropolita di Eraclea. Supportato dal voivode moldavo, Vasile Lupu, fu eletto per la prima volta patriarca di Costantinopoli il 16 novembre 1646. 
Nel corso del XVII secolo era consuetudine che gli intrighi e le liti nella comunità greca e nel Santo Sinodo causassero rapidi cambi di patriarchi: dal 1595 al 1695 vi furono sessantuno successioni e trentuno Patriarchi. Questi frequenti cambiamenti erano incoraggiati soprattutto dalle autorità ottomane che ricevevano una donazione per ogni nuova elezione patriarcale. Anche Joannicus fu soggetto a questo gioco: fu deposto il 28 ottobre 1648, rieletto per la seconda volta nel giugno 1651 per venire deposto nel giugno 1652 e regnò ancora da aprile 1653 a marzo 1654 e, per un'ultima volta, da marzo 1655 al luglio 1656. 
Nel 1654 fu incarcerato per aver fatto indebitare il patriarcato di Costantinopoli nei confronti della sublime porta. Dopo l'ultima deposizione nel 1656, fu nominato vescovo di Ceo e Citno, dove si ritirò fino alla sua morte nel 1659 o 1660. 
Per rafforzare la sua posizione nei confronti dei suoi avversari, cercò il sostegno dell'imperatore austriaco e di Roma. Per questo motivo permise ai missionari cattolici di stabilirsi nelle coste del Mar Nero e nelle Cicladi. Rifiutò comunque di firmare una professione di fede cattolica come era stato richiesto dalla Congregatio de Propaganda Fide.